# Myrmeleon (Myrmeleon) palpalis
Myrmeleon (Myrmeleon) palpalis is een insect uit de familie van de mierenleeuwen (Myrmeleontidae), die tot de orde netvleugeligen (Neuroptera) behoort. 
Myrmeleon (Myrmeleon) palpalis is voor het eerst wetenschappelijk beschreven door Navás in 1912.